# 16 Virginis
16 Virginis (c Virginis) é uma estrela na direção da Virgo. Possui uma ascensão reta de 12h 20m 21.15s e uma declinação de +03° 18′ 45.8″. Sua magnitude aparente é igual a 4.97. Considerando sua distância de 285 anos-luz em relação à Terra, sua magnitude absoluta é igual a 0.26. Pertence à classe espectral K1III.